# Blonay
Blonay é uma comuna da Suíça, no Cantão Vaud, com cerca de 5.296 habitantes. Estende-se por uma área de 16,03 km², de densidade populacional de 330 hab/km². A língua oficial nesta comuna é o francês.